# Erkenntnisinteresse
Der Ausdruck Erkenntnisinteresse bzw. erkenntnisleitendes Interesse bezeichnet im allgemeinen Sprachgebrauch die Absicht, etwa bei der Durchführung eines Forschungsvorhabens oder einer sonstigen Untersuchung, auch in Anwendung auf die leitende Fragestellung einer ganzen Forschungsdisziplin.
Gelegentlich wird der Begriff Gestaltungsinteresse als ein Gegenbegriff ins Spiel gebracht: Die Grundlagenforschung etwa habe ein Interesse an Erkenntnis an sich selbst, in Bereichen der Forschung und Entwicklung dagegen liege eher ein Interesse an Anwendung und Gestaltung vor.
Einflussreich wurde außerdem die spezifische Verwendung durch Jürgen Habermas und anderen Autoren aus dem Kontext der Kritischen Theorie. Habermas unterscheidet verschiedene Wissenschaftstypen und geht davon aus, dass diesen jeweils eine spezifische, die Erkenntnisbemühung leitende Abzweckung eigentümlich sei:
- empirisch-analytische Wissenschaften mit einem technischen Erkenntnisinteresse, das auf Verwertbarkeit zielt,
- historisch-hermeneutische Wissenschaften mit einem praktischen Erkenntnisinteresse, das auf Handlungsorientierung und Verständigung zielt,
- kritische Sozialwissenschaften mit einem „emanzipatorischen“ Erkenntnisinteresse, welche das menschliche Subjekt „befreien“ wolle.

Dabei sei das technische Experiment keineswegs, wie es vorgibt, interesselos-objektiv, sondern bereits von einem vorgängigen Erkenntnisinteresse getragen und auch sei das Sinnverstehen der hermeneutischen Wissenschaften keineswegs im Sinne eines antiken Begriffes von theoria „Theorie“ als abstraktive Kontemplation auffassbar, vielmehr wende der Interpret je interessengeleitet die Tradition auf seine Situation hin an. Das Werk Erkenntnis und Interesse von Habermas behandelt die wissenschaftstheoretischen, sozialwissenschaftlichen und anthropologischen Rahmenbedingungen dieser Auffassung näher.
Der Pädagoge Wolfgang Klafki unterscheidet weiter zwischen „historisch-hermeneutischen“ und „systematisch-hermeneutischen“ Erkenntnisinteressen; erstere betreffen konkrete, letztere abstrakte Gegenstände.